# Felső-Magyarország

Közép-Európa 1572-ben

Közép-Európa 1683-ban

Felső-Magyarország vagy Felföld a történelmi Magyar Királyság északi, magasabban elterülő területeinek neve volt a 19. századig, amikortól e neveket fokozatosan kiszorította a Felvidék elnevezés.
A Felső-Magyarország és a Felföld elnevezések a Felvidék névnél kevésbé hordoznak ideológiai-politikai töltetet a magyar-szlovák területi-szupremáciai viták történetét illetően. Az előbbi neveket e viták felforrósodása előtt használták és a fogalmuk nem volt semmilyen tekintettel a későbbi államhatárokra, eltérően a Felvidék szótól, amely a trianoni békeszerződést követően Csehszlovákiához került Szlovákiát kezdte el jelenteni.
Felső-Magyarország, illetve a Felföld fogalmába beleértették nem csak a mai Szlovákia hegyvidékeit, hanem a ma Magyarországon található Zempléni-hegység, Bükk-vidék, Mátra, Cserhát és Börzsöny térségeit is. Ugyanakkor a Felvidék fogalmától eltérően Felső-Magyarországhoz, illetve a Felföldhöz nem tartozott hozzá a később Csehszlovákiához, majd Szlovákiához került Mátyusföld, Csallóköz és Zempléni-sík.
Felső-Magyarország alatt a kora újkorban (a 16–18. század folyamán egyértelműen) a későbbi Felföld, Felvidék keleti részét, az úgynevezett „tizenhárom vármegyét” értették. Ezek: Borsod, Abaúj, Zemplén, Szabolcs, Szatmár, Bereg, Ugocsa, Ung, Sáros, Szepes, Gömör, Torna és Heves–Külső-Szolnok vármegyék. Az adott történelmi korszakban tehát a későbbitől lényegesen eltérő területet: a mai Kelet-Szlovákiát, Kárpátalja Máramaros nélküli részét és Északkelet-Magyarországot foglalta magában. A Pozsony-, illetve Bécs-központú szemléletnek megfelelően a „Felvidék” tizenegy nyugati vármegyéje alkotta ugyanakkor az alsó-magyarországi kerületet.

## Külső hivatkozások
- A (cseh)szlovákiai magyarok lexikona 1918-tól napjainkig
- Käfer István a magyar–szlovák konfliktusokról, a politika receptjeiről és a Szent István-i ország hungarusairól Archiválva 2011. augusztus 7-i dátummal a Wayback Machine-ben